# 21ª Brigata meccanizzata
La 21ª Brigata meccanizzata autonoma (in ucraino 21-ша окрема механізована бригада?, 21-ša okrema mechanizovana bryhada, unità militare A4689) è un'unità di fanteria meccanizzata delle Forze terrestri ucraine, subordinata al Comando operativo "Sud" e con base a Podil's'k.

## Storia
La brigata è stata creata il 21 gennaio 2023, come parte dell'espansione dell'esercito ucraino in previsione della controffensiva estiva. Fa parte insieme ad altre 8 nuove brigate del 10º Corpo operativo, equipaggiato ed addestrato principalmente grazie agli aiuti occidentali e destinato alle operazioni offensive. È equipaggiata principalmente con mezzi di provenienza svedese, come i CV-90 e i carri armati Stridsvagn 122, e si è addestrata in Svezia durante la primavera. Ha inoltre ricevuto i veicoli da combattimento KTO Rosomak dalla Polonia, seguita dalla 44ª Brigata meccanizzata e dalla 57ª Brigata motorizzata.
È stata impiegata al fronte per la prima volta all'inizio di luglio, venendo schierata nella foresta a sud di Kreminna. Ha continuato a combattere nell'area contestata fra Lyman e Kreminna anche nei mesi successivi, respingendo un attacco russo all'inizio di gennaio 2024 insieme al 97º Battaglione della 60ª Brigata meccanizzata. In questo periodo ha ricevuto dalla 47ª Brigata meccanizzata i suoi carri Leopard 2A6, portando così a ranghi completi il proprio battaglione corazzato, in precedenza dotato di una sola compagnia di 10 Stridsvagn 122.
Fra gennaio e marzo 2024 la brigata, supportata dalle unità adiacenti come la 12ª Brigata operazioni speciali "Azov", ha difeso il settore a est del villaggio di Terny da numerosi assalti condotti da quattro reggimenti russi, principalmente appartenenti alla 144ª Divisione fucilieri motorizzata.
A metà settembre elementi della brigata sono stati trasferiti nella regione di Sumy, da dove hanno preso parte all'offensiva ucraina nell'oblast' di Kursk, penetrando in territorio russo a sud di Gluškovo insieme al 225º Battaglione d'assalto ed elementi della 95ª Brigata d'assalto aereo e attaccando le retrovie della 155ª Brigata fanteria di marina, minacciando l'accerchiamento di numerose forze russe a sud del fiume Sejm. All'inizio di dicembre, insieme a elementi della 17ª Brigata meccanizzata pesante e dell'80ª Brigata d'assalto aereo, ha effettuato un contrattacco e riconquistato il villaggio di Dar'ino, occupato dalla 106ª Divisione aviotrasportata e dall'83ª Brigata d'assalto aereo il 24 novembre.

## Struttura
- Comando di brigata[18]
- 1º Battaglione meccanizzato
- 2º Battaglione meccanizzato
- 3º Battaglione meccanizzato
- 34º Battaglione fucilieri (unità militare A4032)[19]
- 38º Battaglione fucilieri (Vinnycja, unità militare A4036)[20]
- 408º Battaglione fucilieri (Odessa, unità militare A4807)[21]
- 411º Battaglione fucilieri (Vinnycja, unità militare A4840)[22]
- Battaglione corazzato (Strv 122, Leopard 2A6 e Leopard 1A5)
- Battaglione sistemi senza pilota
- Gruppo d'artiglieria
  - Battaglione artiglieria semovente (2S1 Gvozdika)
  - Battaglione artiglieria campale (FH-70)
  - Battaglione artiglieria lanciarazzi (BM-21 Grad)
- Battaglione artiglieria missilistica contraerei
- Battaglione genio
- Battaglione manutenzione
- Battaglione logistico
- Compagnia ricognizione
- Compagnia comunicazioni
- Compagnia radar
- Compagnia difesa NBC
- Compagnia medica

## Comandanti
- Colonnello Pavlo Il'civ (gennaio 2023 - settembre 2024)[23]
- Colonnello Andrij Kapkovs'kyj (settembre 2024 - giugno 2025)[24]